# Il cuore dell'assassino
Il cuore dell'assassino (Hope to Die) è un romanzo poliziesco dello scrittore statunitense James Patterson e fa parte di una serie di romanzi sul detective Alex Cross.

## Trama
Il detective Alex Cross viene perseguitato da un genio psicotico, costretto a giocare il gioco più mortale della sua carriera. La famiglia di Cross con la sua amorevole moglie Bree, la saggia e vivace Nana Mama, e i suoi preziosi figli sono stati sequestrati. Terrorizzato e disperato, Cross deve dare a questo pazzo quello che vuole se ha qualche possibilità di salvare le persone più importanti della sua vita. La posta in gioco non è mai stata così alta: cosa sacrificherà Cross per salvare chi ama?

## Edizioni in italiano
- James Patterson, Il cuore dell'assassino: romanzo, traduzione di Annamaria Biavasco e Valentina Guani, Longanesi, Milano 2018 ISBN 978-88-304-5110-0
- James Patterson, Il cuore dell'assassino: romanzo, Mondolibri, Milano 2019
- James Patterson, Il cuore dell'assassino: romanzo, traduzione di Annamaria Biavasco e Valentina Guani, TEA, Milano 2020 ISBN 978-88-502-5632-7